# 캐스터각

캐스터각(caster angle 또는 castor angle)은 차량 측면에서 볼 때 자동차, 모터사이클, 자전거, 기타 탈것의 기울어져 보이는 바퀴의 각이다. 듀얼 볼 조인트 서스펜션을 갖춘 자동차의 스티어링 축은 상측 볼 조인트의 중심부에서 하측 볼 조인트의 중심부까지, 또는 킹핀이 있는 차량의 킹핀을 잇는 연직선이다.
자동차 경주에서 특정 장소의 특징에 맞추어 캐스터각을 조정하여 최적화시키는 것이 가능하다. 이것은 모두 전륜에 연결된다.

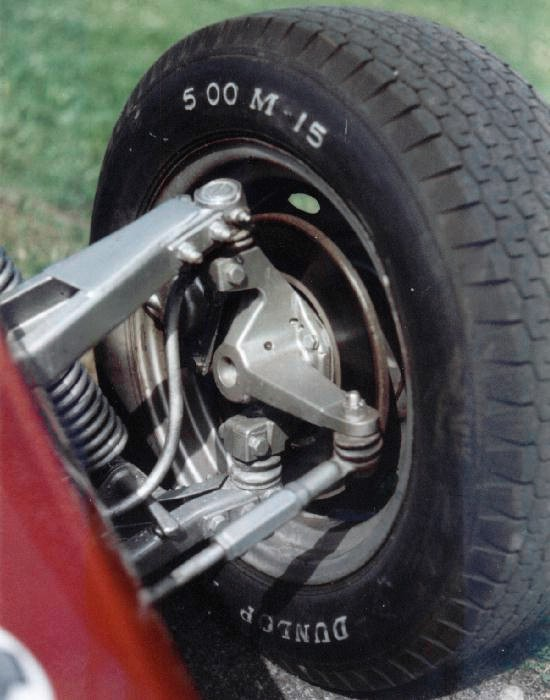
경주용 차량의 전면 서스펜션. 캐스터각이 상측 및 하측 볼 조인트 사이의 라인에 의해 형성되어 있다.

## 같이 보기
- 캠버각